# Дивочкин, Александр Андреевич
Александр Андреевич Дивочкин (25 февраля (10 марта) 1914 — 19 августа 1946) — советский офицер-артиллерист, командир батареи 15-го Краснознамённого мотострелкового полка НКВД 21-й мотострелковой дивизии внутренних войск НКВД, Герой Советского Союза (1941).

## Биография
Родился в деревне Лопатино Московской губернии в семье рабочего, русский.
По окончании семилетней школы поступил в Коломенский машиностроительный техникум. Работал на фетровой фабрике, принимал участие в возведении Воскресенского химкомбината. Затем работал монтажником на строительстве московского Дворца Советов, а через некоторое время уехал на Средний Урал, где возводился крупнейший завод по выпуску большегрузных вагонов.
В 1936 году его призвали в Красную Армию, где он служил в артиллерийских частях. По окончании артиллерийской школы в Москве в 1939 (по другим данным — в 1940) году, ему присвоили звание младшего лейтенанта.
С января по март 1940 года участвовал в советско-финской войне, а по её окончании служил в пограничных войсках на северо-западной границе СССР.
Участвовал в Великой Отечественной войне с 22 июня 1941 года на Северо-Западном, Ленинградском, Западном и 2-м Украинском фронтах.  За время войны был пять раз ранен: в августе, 19 сентября и в октябре 1941 года, 13 марта 1944 года и 26 марта 1945 года.

### Подвиг
25 июля 1941 года на дальних подступах к Петрозаводску, во время ожесточённого боя у озера Мярат, артиллерийская батарея 15-го Краснознамённого мотострелкового полка 21-й мотострелковой дивизии внутренних войск НКВД подверглась сильному огневому налёту нескольких батарей противника и понесла тяжёлые потери. Загорелся склад с боеприпасами. Командир взвода младший лейтенант А. А. Дивочкин принял на себя командование батареей и, не прекращая огня по врагу, организовал ликвидацию пожара на складе. Вдохновляя своим примером оставшихся в живых бойцов, сам вёл огонь из двух орудий попеременно. Благодаря его мужеству и героизму было уничтожено полтора взвода пехоты, орудие и несколько пулемётных точек врага, в результате противник был вынужден прекратить наступление.
Указом Президиума Верховного Совета СССР «О присвоении звания Героя Советского Союза начальствующему и рядовому составу войск НКВД СССР» от 26 августа 1941 года за «образцовое выполнение боевых заданий командования на фронте борьбы с германским фашизмом и проявленные при этом отвагу и геройство» удостоен звания Героя Советского Союза.

## Дальнейшая служба и последующая жизнь

Фотография послевоенного времени

В 1943 году окончил ускоренный курс Военной академии имени М. В. Фрунзе. В этом же году принял участие в боях по ликвидации Демянского плацдарма, сражениях на Курской дуге. В 1944–1945 годах освобождал Украину, Венгрию, Австрию, Чехословакию.
В послевоенное время ушёл в запас в звании подполковника. Работал старшим преподавателем кафедры Московского полиграфического института вплоть до трагической смерти в 1946 году.
Похоронен на Ваганьковском кладбище (25 уч.).

## Награды
- Герой Советского Союза (26 августа 1941, медаль «Золотая Звезда» № 627)[2];
- орден Ленина (26 августа 1941)[2];
- орден Отечественной войны I степени (9 мая 1944)[8];
- орден Отечественной войны II степени (11 мая 1945)[9];
- медаль «За оборону Ленинграда»[10];
- медаль «За победу над Германией в Великой Отечественной войне 1941—1945 гг.»[10];
- медаль «За взятие Будапешта»[10].

## Память
- В честь Героя названа одна из улиц в городе Воскресенске Московской области.
- Дивочкину посвящена мемориальная доска на здании музея революционной, боевой и трудовой славы Воскресенской фетровой фабрики, а также часть экспозиции.